# Macalpinomyces nigritanae
Macalpinomyces nigritanae är en svampart som beskrevs av Vánky 1997. Macalpinomyces nigritanae ingår i släktet Macalpinomyces och familjen Ustilaginaceae.   Inga underarter finns listade i Catalogue of Life.